# چانیتلک
چانیتلک (به مجاری:  Csanytelek) یک منطقهٔ مسکونی در مجارستان است که در ناحیه چونگراد واقع شده‌است. چانیتلک ۳۴٫۷۱ کیلومتر مربع مساحت و ۲٬۶۲۸ نفر جمعیت دارد.